# 마리아 무톨라
마리아 데 루르데스 무톨라(영어: Maria de Lurdes Mutola, 1972년 10월 27일 ~ )는 모잠비크의 전직 육상 선수로 800m에서 전문적으로 활약했다. 그녀는 마푸토에서 태어났다. 그녀는 올림픽에 6번 출전한 4번째 선수이다. 그녀는 세계 선수권 대회 800m에서 3번 우승했고 올림픽에서 1번 우승했다.

## 인물 정보
무톨라는 마푸토의 차만쿨로 지역에서 태어났다. 그녀의 아버지는 철도에서 일했고 그녀의 어머니는 시장의 공급 업체였다. 1988년에, 그녀는 15세였고 치열한 스포츠 팬이었다. 모잠비크의 일류 문필가이자 시인 호세 크라베이리나 중 하나가 운동 경기를 취할 것을 권장했다. 그의 아들 스텔리오는 전 국가 멀리뛰기 기록 보유자였고 무톨라의 첫번째 코치였다. 그녀가 벤피카 육상 클럽에 가입하는 포르투갈을 방문한후, 계획이 만들어졌다. 그러나 마지막 순간에 모잠비크 정부는 그녀의 권한을 부인했다. 그 해 불과 몇 개월 훈련한후, 그녀는 1988년 하계 올림픽에 출전하기 전에 아프리카 선수권 대회 800m에서 은메달을 획득했다. 그녀는 2시간 4.36분의 개인 최고 시간을 달렸지만, 자신의 1라운드 열에서 마지막으로 들어왔다. 무톨라는 당시 겨우 15세였다.

## 참조
1. ↑  “The Maputo express”. 《BBC》. 2000년 11월 7일. 2010년 11월 14일에 확인함.